# Trofeo dello Scalatore
El Trofeo dello Scalatore (o Trofeu dels escaladors) va ser una competició ciclista italiana que es va dispurar de 1987 a 2001. Estava pensada per ciclistes especialistes en escalada, i estava composta per diferents proves que donaven un punts que es sumaven a una general final.
No s'ha de confondre amb la també cursa francesa anomenada Trofeu dels Escaladors.

## Palmarès
| Any  | Vencedor            | Segon                | Tercer            |
| ---- | ------------------- | -------------------- | ----------------- |
| 1987 | Stefano Tomasini    | Marco Giovannetti    | Franco Chioccioli |
| 1988 | Silvano Contini     | Franco Vona          | Stefano Tomasini  |
| 1989 | Michele Moro        | Daniel Steiger       | Piotr Ugriúmov    |
| 1990 | Roberto Gusmeroli   | Piotr Ugriúmov       | Roberto Conti     |
| 1991 | Davide Cassani      | Stefano Della Santa  | Michele Moro      |
| 1992 | Alberto Elli        | Oscar Pellicioli     | Ivan Gotti        |
| 1993 | Pascal Richard      | Alberto Elli         | Piotr Ugriúmov    |
| 1994 | Zenon Jaskula       | Francesco Casagrande | Andrei Teteriouk  |
| 1995 | Oscar Pellicioli    | Wladimir Belli       | Stefano Colagé    |
| 1996 | Marco Fincato       | Gianluca Valoti      | Massimo Donati    |
| 1997 | Pavel Tonkov        | Simone Borgheresi    | Vladislav Bobrik  |
| 1998 | Massimo Donati      | Leonardo Piepoli     | Michele Laddomada |
| 1999 | Roberto Sgambelluri | Mauro Zanetti        | Massimo Donati    |
| 2000 | Ruggero Borghi      | Massimiliano Gentili | Fortunato Baliani |
| 2001 | Freddy González     | Gianluca Tonetti     | Ruggero Borghi    |